# تنگ شیو (رود)

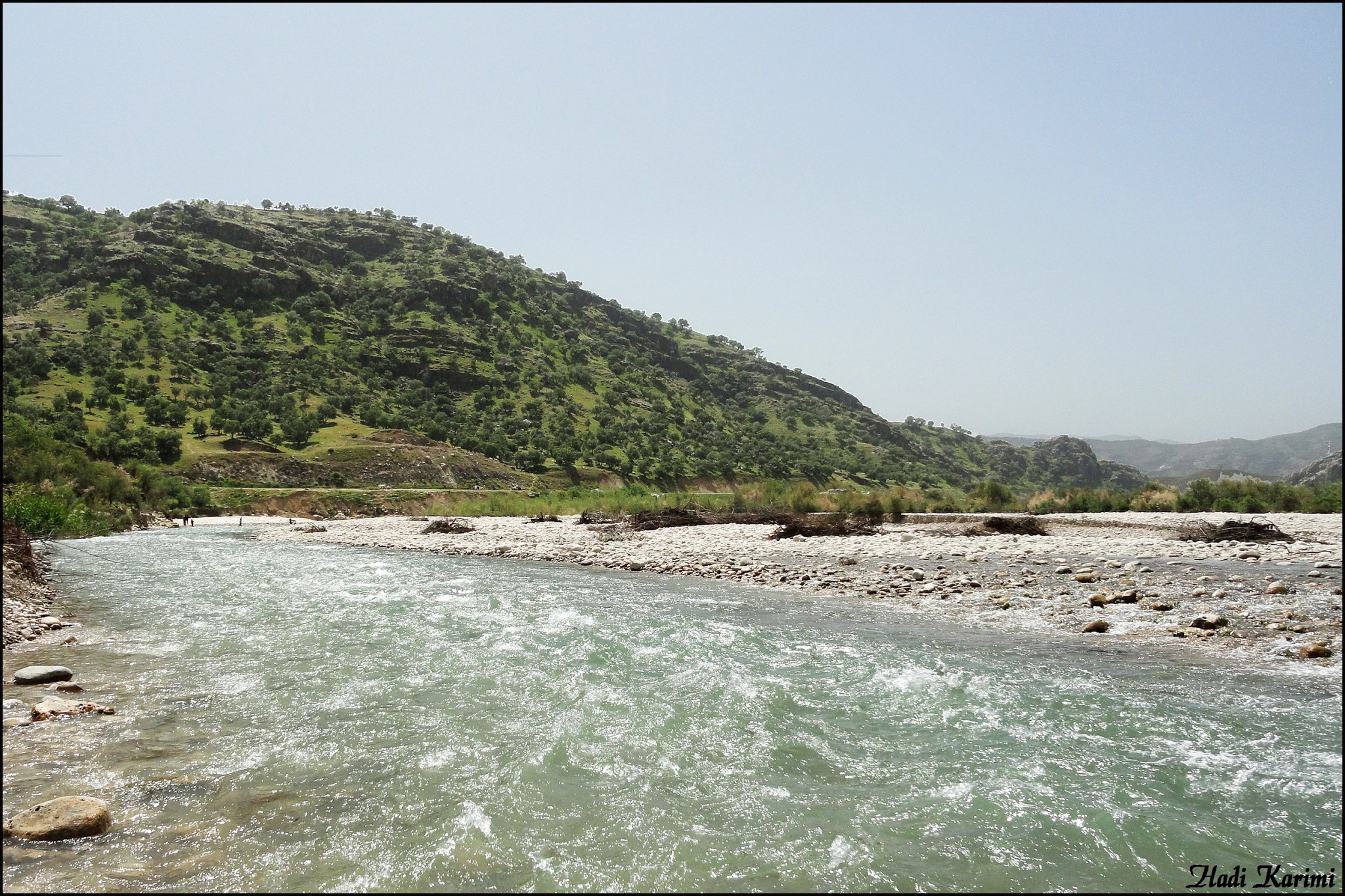
نمایی از رود

تنگ شیو ممسنی نام یکی از رودخانه‌های استان فارس می‌باشد. سرچشمه رود، تنگه گجستان است که در مرز استان کهگیلویه و بویراحمد و استان فارس قرار دارد. این تنگه در دامنه سردسیری کوه زرآورد قرار دارد که چشمه‌ای پر آب در آن می‌جوشد. رود تنگ شیو در مسیر خود از روستاهای امیرایوب انصار، فاریاب، دودک علیا و سفلی، نظراباد، چهارتاق، کناره، پرین، نوگک ،حسین آباد، اکبری و... می‌گذرد و در نهایت به رود فهلیان و رود زهره میپیوندد. نقش مادر دختر از آثار تاریخی قبل از اسلام است که در کنار مسیر این رود و در نزدیکی روستای مراسخون رستم کنده کاری شده‌است همچنین رود پس از آبیاری زمین‌های کشاورزی( منطقه رستم) از زیر پل تاریخی تنگه بریم رد می‌شود.

## جغرافیا
این رودخانه از کوه‌های شهرستان رستم سرچشمه می‌گیرد و پس از طی مسافتی، و پس از عبور از بخش سورنای شهرستان رستم به رودخانه فهلیان می‌پیوندد.
این رودخانه در طول تاریخ مرز بین فارس و کهگیلویه بوده است، و پس از طی عرض خاک رستم در محل پل بریم وارد استان کهگیلویه و بویراحمد می‌شود.آب این رودخانه شیرین می‌باشد و گونه‌هایی از ماهی در این رودخانه زیست می‌کنند که بعضا توسط ساکنین این مناطق صید می‌شوند.